# Incendio di Skopje

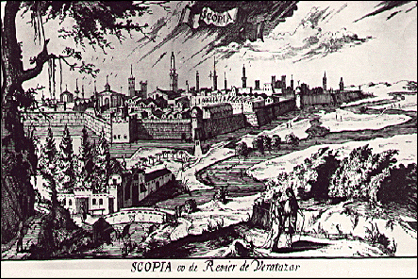
Skopje quasi un secolo prima del suo incendio – 1594.

L'incendio di Skopje fu un incendio deliberato che distrusse quasi completamente Skopje il 26 ottobre e il 27 ottobre 1689.

## Storia
L'incendio fu provocato il 25 ottobre 1689 dal generale Enea Silvio Piccolomini, comandante delle truppe asburgiche penetrate in profondità nel territorio dell'Impero ottomano durante la Grande Guerra Turca. Le truppe comandate dal generale Piccolomini entrarono vittoriosamente a Skopje il 25 ottobre 1689 e riuscirono a procurarvi del cibo, ma scoprirono che una peste infuriava nella città. Secondo la versione alternativa dell'incendio doloso, la città fu data alle fiamme per vendetta dell'assedio di Vienna (1683) e perché era la più grande città ottomana d'Europa (paragonabile a Praga all'epoca) e non poteva essere detenuta dall'esercito asburgico nella parte posteriore ottomana.
L'incendio è la più grande tragedia nella storia di Skopje e anche il terremoto di Skopje ha causato meno danni e vittime. Come risultato della distruzione di Skopje, la sua popolazione è diminuita da quasi 60.000 a circa 10.000 e ha bruciato quasi l'intera città medievale. Gli abitanti più influenti e ricchi di Skopje si trasferirono in un luogo sicuro tra le montagne, stabilendosi a Moscopoli.